# Brzednia
Brzednia (prononciation : [ˈbʐɛdɲa]) est une localité polonaise de la gmina de Dolsk dans le powiat de Śrem de la voïvodie de Grande-Pologne dans le centre-ouest de la Pologne.

## Histoire
De 1975 à 1998, la localité faisait partie du territoire de la voïvodie de Poznań.

Depuis 1999, Brzednia est situé dans la voïvodie de Grande-Pologne.